# Florence Vere O’Brien

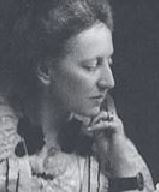
Florence Vere O’Brien, ca. 1894

Florence Vere O’Brien (Geburtsname: Florence Mary Arnold, auch: Florence M. Forster * 3. Juli 1854, Bayswater, London, Vereinigtes Königreich Großbritannien und Irland; † 8. Juli 1936, Ballyalla, County Clare, Irland) war eine britische Tagebuchschreiberin, Philanthropin und Kunsthandwerkerin. Sie gründete die Limerick Lace School und Clare Embroidery.

## Leben

### Jugend und Memoiren
Florence Mary Arnold wurde am 3. Juli 1854 in Bayswater, London, geboren. Sie war das zweite von vier Kindern von William Delafield Arnold und Frances Anne Arnold (geb. Hodgson). Ihr Vater war der Sohn von Thomas Arnold und der Bruder des Dichters Matthew Arnold. Er diente ab 1850 in der indischen Armee und wurde später in den Staatsdienst befördert, wo er 1856 zum Direktor des öffentlichen Bildungswesens in Punjab ernannt wurde. Als Frances Anne Arnold im März 1858 in Indien starb, schickte ihr Vater die Kinder im Januar 1859 per Schiff nach England zurück. Er wollte sich ihnen in England anschließen, erkrankte jedoch während der Landreise schwer und starb am 9. April 1859 in Gibraltar. Die Kinder wurden von ihrer Tante Jane (geb. Arnold) und William Edward Forster aufgezogen und wurden sich so nahe, dass die Kinder beschlossen, den Namen „Arnold-Forster“ anzunehmen, als die jüngste Schwester, Frances, im Jahr 1878 volljährig wurde.
Von klein auf war O’Brien eine eifrige Briefeschreiberin, Tagebuchschreiberin und Künstlerin. Ab dem Alter von 14 Jahren bereiste sie mit ihrem Stiefvater Kontinentaleuropa. Sie interessierte sich sehr für die europäische und britische Politik und verfolgte insbesondere die Entwicklung der Liberalen Partei. Nach einem Besuch in Budapest im Jahr 1876 recherchierte und verfasste sie eine Biografie über Ferenc Deák, die sie 1881 anonym auf Englisch und Ungarisch veröffentlichte. O’Brien besuchte Irland das erste Mal im Jahr 1878 während eines Urlaubs. Im Mai 1880 kehrte sie während William Forsters erstem offiziellen Besuch als Chefsekretär für Irland (chief secretary for Ireland) zurück. Während seiner zweijährigen Amtszeit verbrachte O’Brien die meiste Zeit in Dublin und wurde dort Teil zahlreicher politischer und gesellschaftlicher Kreise. Ihre Tagebücher belegen ein Interesse an den politischen Entwicklungen in Irland sowie ein Misstrauen gegenüber der Land League und dem irischen Nationalismus. Die Tagebücher behandeln alle Aspekte ihrer Interessen, einschließlich der Politik, des Familienlebens und der Gesellschaft im viktorianischen Großbritannien und Irland. Das später unter dem Titel Florence Arnold-Forster’s Irish Journal veröffentlichte bietet einen seltenen Bericht über die alltäglichen Erfahrungen der irischen Verwaltung in einer kritischen Phase des Irischen Land War. Das Buch erhielt zahlreiche Rezensionen in bedeutenden Publikationen.
Nach ihrer Heirat mit Robert (Robin) Vere O’Brien am 10. Juli 1883 zog sie dauerhaft nach Irland und lebte in Newhall House and Estate. Ihr Mann, der aus Oldchurch in der Grafschaft Limerick stammte, arbeitete als Gerichtsschreiber (clerk of the peace) am Gerichtsgebäude von Ennis (Ennis Courthouse) und als Bevollmächtigter (agent) der Ländereien Inchiquin und de Vere. Das Paar hatte zwei Töchter, Jane Elinor und Florence Margaret, und zwei Söhne, Aubrey William und Hugh Murrough. Das Paar lebte mit Roberts Mutter und Schwester in Oldchurch, wo drei ihrer Kinder geboren wurden, bevor es in die Grafschaft Clare zog.

### Spitzen-Industrie
Nach ihrem Umzug in die Grafschaft Limerick machte sich O’Brien daran, die schwächelnde Spitzenindustrie in Limerick zu unterstützen. Sie nahm Kontakt zu lokalen Spitzenhandwerkerinnen auf und versorgte sie mit hochwertigen Materialien sowie ihren eigenen Entwürfen. Daraufhin arrangierte sie über ihren Freundeskreis in Dublin und London den Verkauf ihrer Arbeiten. O’Brien war eine zentrale Figur bei der Gründung des „Private Committee for Promoting Irish Lace“, das von Alan Cole vom Department of Science and Art in South Kensington und James Brenan, RHA, unterstützt wurde. Dieses Komitee führte im Mai 1889 zur Gründung der Spitzenschule (lace training school) in Limerick, und 1893 übernahm sie auf Ersuchen des Komitees die Leitung der Schule. Als ihre Familie 1890 nach New Hall in der Nähe von Ennis in der Grafschaft Clare zog, gründete sie 1895 „Clare Embroidery“, welches sie von zu Hause aus leitete. Sie wurde bei diesem Unterfangen vom Kindermädchen der O’Briens unterstützt, einer Schottin namens Mina Keppie, die bis zu 15 Mädchen gleichzeitig ausbilden konnte. Das Unternehmen zog 1898 mit der Familie nach Ballyalla, und bis 1910 bildeten sie bis zu 27 Mädchen gleichzeitig aus. Die Arbeiten wurden von den 1890er bis in die 1920er Jahre auf Kunsthandwerksausstellungen in Irland, Großbritannien und Amerika ausgestellt. Zu diesen Ausstellungen gehörten die der Royal Dublin Society, der Arts and Crafts Society of Ireland und die Weltausstellungen in Chicago und St. Louis in den Jahren 1893 und 1904, bei denen sie jeweils mehrere Preise gewannen. Bei Lady Arrans Windsor-Auktion im Jahr 1900 kauften sowohl Königin Victoria als auch die Prinzessin von Wales Muster ihrer Arbeiten.

### Späteres Leben
Neben ihrem Interesse an der Spitzenindustrie engagierte sich O’Brien auch für die Entwicklung des Gesundheitswesens in der Grafschaft Clare. Sie war Mitglied der Women’s National Health Association und beteiligte sich 1912 an der Gründung eines Sanatoriums in Ballyalla. Sie initiierte die Ennis District Nursing Association und leitete deren Einrichtung mehrere Jahre lang. Während und nach dem Ersten Weltkrieg unterstützte sie ehemalige Soldaten in der Grafschaft Clare durch ihre Arbeit im Kriegsrentenausschuss. Zu Beginn des 20. Jahrhunderts erlebte die irische Spitzenindustrie einen Niedergang, der 1922 zur Schließung der Schule führte. Clare Embroidery produzierte bis zu O’Briens Tod am 8. Juli 1936 in Ballyalla weiter.